# Hamide Ayșe Sultan
Hamide Ayşe Sultan (n. 31 octombrie 1886, Constantinopol, Imperiul Otoman – d. 11 august 1960, Istanbul, Turcia) a fost o prințesă otomană, fiica sultanului Abdülhamid al II-lea și a uneia dintre concubinele acestuia, Müșfika. Este recunoscută datorită publicării memoriilor sale, în anul 1960, intitulate Babam, Sultan II. Abdülhamid („Abdülhamid al II-lea, tatăl meu”), sursă inedită de informații cu privire la viața și personalitatea faimosului său părinte.

## Biografie
Înălțimea Sa Imperială Hamide Ayșe Sultan s-a născut la 2 noiembrie 1887 la Palatul Yıldız, fiind fiica sultanului Abdülhamid al II-lea și a concubinei acestuia, Müșfika, de origine circaziană, cea care avea să fie ridicată mai târziu la rangul de Consoartă Imperială. Prințesa Ayșe a venit pe lume ca cel de-al zecelea copil, dar a șasea fată a tatălui său și primul copil al mamei sale. La naștere, sultanul a încredințat-o calfei Dilesrar și, conform obiceiului palatului, a fost îngrijită de o doică, o anume Pervin Hanım. În cuprinsul memoriilor, prințesa mărturisește că și-a iubit mama, dar pe tatăl său l-a adorat. Se pare că sentimentul era reciproc, întrucât cei din jur o percepeau pe Ayșe drept fiica favorită a sultanului.
În ultimii săi ani de domnie, sultanul o logodește cu prințul sirian Ahmed Nami, cel care mai târziu avea să fie cel de-al doilea președinte al Siriei, însă detronarea lui Abdülhamid al II-lea, din anul 1909, schimbă șirul evenimentelor. Datorită iubirii nutrite față de părinți, prințesa ia, alături de aceștia, calea surghiunului la Salonic, astfel că nunta se amână. Revine însă la Istanbul un an mai târziu, apoi, la 9 august 1911, la vârsta de 24 de ani, se căsătorește cu logodnicul său, la Palatul Bebek, într-o ceremonie fără prea mult fast, dată fiind condiția tatălui său.  Împreună au trei copii, pe Ömer Nami, născut în 1913, Aliye, născută un an mai târziu și Osman Nami, în 1918. Mariajul se destramă însă în 1921. În același an se recăsătorește cu Mehmet Ali Rauf, alături de care mai are un fiu, Abdülhamid Rauf. 
După expulzarea familiei imperiale, în 1924, aceasta se stabilește îmreuna cu familia la Paris, spre deosebire de mama sa care decide să rămână la Istanbul, căci ordinul de a părăsi țara nu îi avea în vedere și pe cei din sistemul de robi, precum Müșfika. Mama și fiica nu se văd vreme de 28 de ani, până la întoarcerea prințesei din exil, în 1952. La vârsta de 72 de ani, în 1960, prințesa Ayșe încetează din viață în patria sa, fiind înmormântată în mausoleul imperial adiacent Palatului Yıldız. Mama sa, Müșfika, îi supraviețuiește încă un an.

## Memoriile
În virtutea sentimentelor nutrite față de tatăl său, prințesa își redactează memoriile după revenirea în Turcia. Acestea apar inițial în foileton, în revista Hayat, pentru ca mai târziu, cu puțin înaintea morții sale, să fie publicate sub formă de carte, cu titlul Babam, Sultan II. Abdülhamid („Abdülhamid al II-lea, tatăl meu”). Capitolele sunt de întindere redusă, ca urmare a apariției lor inițiale într-un organ de presă, și ating subiecte diverse din viața de la Yıldız. Autoarea recunoaște că, pe alocuri, pentru completări, face apel și la amintirile mamei sale, alături de care locuia în timpul redactării memoriilor.
După cum o sugerează însuși titlul memoriilor, autoarea nu urmărește în cuprinsul acestora parcursul propriei vieți, accentul fiind pus pe figura sultanului Abdülhamid al II-lea, cel din urmă sultan influent al Imperiului Otoman, care a fost pe cât de puternic, pe atât de controversat la vremea sa. Fiecare referință autobiografică a autoarei este corelată cu persoana tatălui său. Imaginea sultanului era conturată profund negativ în epocă. „Sultanul Roșu” sau „Abdül cel blestemat”, după cum i se spunea, era cunoscut drept uzurpatorul cu temperament coleric, tiranul care nu se dă înlături de la nimicirea oricui i se împotrivește și care are mâinile pătate de sângele nevinovat al poporului armean. 
Pentru Ayșe însă Abdülhamid era întâi de toate tată, și abia apoi conducător de stat. Ca răspuns la denigrările venite în principal din Occident la adresa părintelui său, prințesa pune accentul în memoriile sale pe dimensiunea paternă a sultanului, evocându-l cu dragoste, respect și admirație. Pe lângă zugrăvirea unei figuri umanizate a suveranului, contrară celei cunoscute de publicul larg, Ayșe oferă detalii cu privire la evenimentele la care a asistat și pe care le-a înregistrat în mod direct, ca urmare a poziției sale privilegiate. 
În cuprinsul celor 35 de capitole, ale căror întinderi diferă, însă care sunt, în general scurte, autoarea prezintă atât personalitatea omului Abdülhamid, fiind atentă la tabieturile, pasiunile și comportamentul acestuia față de cei din jur, cât și universul vieții din harem în momente de sărbătoare sau întristare, precum și din traiul de zi cu zi. Capitolele nu sunt neapărat dispuse cronologic, deoarece nu sunt concepute pentru a respecta o narațiune liniară, ci înfățișează mai degrabă aspecte care se repetau, care caracterizau mediul în care trăia. Descrierea obiceiurilor alternează cu descrierea evenimentelor unice la care a luat parte, precum nunta surorii sale, vizita kaizerului Wilhelm al II-lea, vizitele pe care ea le-a întreprins alături de familie la diverse personalități politice ale vremii, prima interpretare la pian în fața părinților săi etc.
De-a lungul memoriilor, face incursiuni în trecutul mai apropiat sau mai îndepărtat, apelând la amintirile altcuiva, atât la cele ale mamei sale, cât și la cele ale „memoriei colective” din haremul în care a locuit. Pentru Ayșe, haremul reprezintă căminul fericit al copilăriei, cu părinți devotați sub a căror unică autoritate se afla, cu surori și alte rude de sex feminin alături de care a crescut, dar și cu personalul palatului, fiecare membru al acestuia având un rol bine determinat în educarea și pregătirea ei.